# Silverstein Peak
Silverstein Peak är en bergstopp i Antarktis. Den ligger i Västantarktis. Chile gör anspråk på området. Toppen på Silverstein Peak är 4 790 meter över havet.
Terrängen runt Silverstein Peak är huvudsakligen mycket bergig. Trakten är obefolkad. Det finns inga samhällen i närheten. 